# Rompetrol Gas
Rompetrol Gas este divizia de comerț cu gaz petrolier lichefiat (GPL) a grupului petrolier Rompetrol.
În octombrie 2008, Rompetrol Gas a preluat de la trei firme controlate de președintele executiv al clubului de fotbal Dinamo, Cristi Borcea, 150 de stații de comercializare cu autogaz.
Cifra de afaceri:
| Anul          | 2008 | 2007   | 2006 |
| ------------- | ---- | ------ | ---- |
| milioane euro | 117  | 54 ($) | 31,2 |